# Bathyergus suillus
Bathyergus suillus é uma espécie de roedor da família Bathyergidae.
Endêmica da África do Sul, é encontrada através da província do Cabo Ocidental, de Knysna até a área da Baía Lamberts.
Um registro adicional foi feito em Rondawel perto de Groenrivier, na província do Cabo Setentrional, onde ocorre simpatricamente com o B. janetta.